# Landsat 8

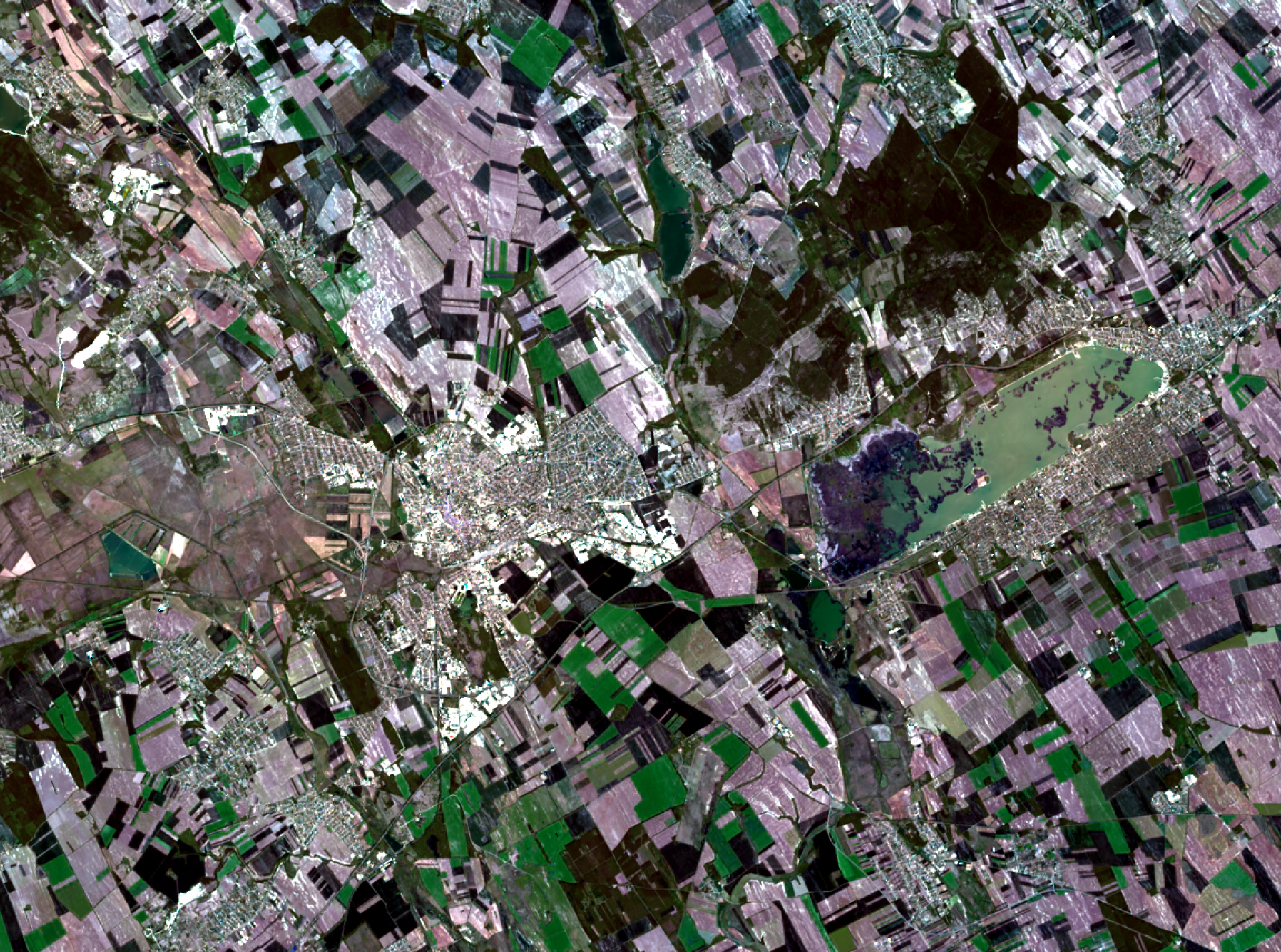
Valós színes kompozit a Velencei-tó környékéről, 2020. május 22. (R: Sáv 4 - Vörös, G: Sáv 3 - Zöld, Sáv 2 - Kék)

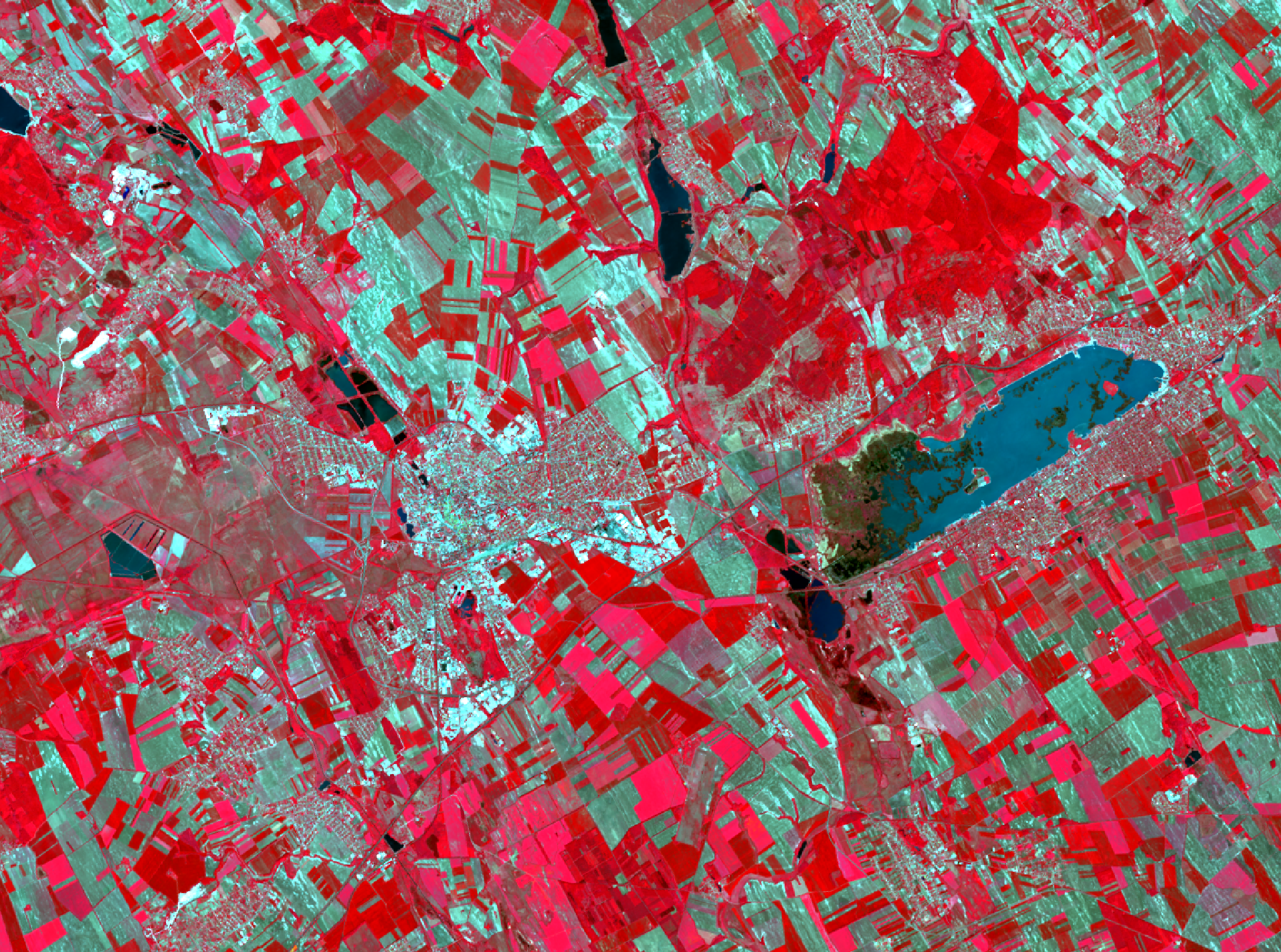
Hamis színes infravörös kompozit a Velencei-tó környékéről, 2020. május 22. (R: Sáv 5 - Közeli Infravörös, G: Sáv 4 - Vörös, Sáv 3 - Zöld)

A Landsat 8 egy amerikai földmegfigyelő műhold, amelyet 2013. február 11-én indítottak. A Landsat program nyolcadik tagja és a hetedik sikeresen pályára állított műholdja. Jelenleg a Landsat 7 és Landsat 8 üzemel és készít képeket, a következő Landsat 9 névre hallgató műholdat 2021. szeptemberében tervezik az űrbe bocsátani.  

## Küldetés
A küldetés célja a terméshozam becslése a mezőgazdaságban, az ásványi anyagtartalom vizsgálata, a természeti jelenségek és károk (vihar, hó, árvíz, tűz) detektálása, a növényi betegségek, a vízben és tápanyagban szegény területek térképezése. Emellett a hosszú idősornak köszönhetően vizsgálható a felszínborítás és területhasználat változása, a klímaváltozás és az urbanizáció mértéke.

## Története
A műholdat az Orbital Sciences Corporation, mint fővállalkozó tervezte és építette. Érzékelőit és műszereit a NASA Goddard Space Flight Center és a Ball Aerospace & Technologies készítette. 2013. február 11-én a kaliforniai Vandenberg légitámaszpontból, az LC–3E (LC–Launch Complex) jelű indítóállványról egy Atlas V (401 AV-035) hordozórakétával állították alacsony Föld körüli pályára (LEO = Low-Earth Orbit). A Landsat 8 műhold napszinkron, közel-poláris, 98,18 fokos hajlásszögű pályán 705 km magasságban halad, és 98,8 percenként kerüli meg a Földet. Az elliptikus pálya perigeuma 708 km, az apogeuma pedig 710 km. A felbocsátást követő 108 napban a műhold átesett a NASA ellenőrzési fázisán, majd 2013. május 30-án átkerült az üzemeltetése az Amerikai Geológiai Szolgálathoz (US Geological Survey).

## Jellemzői
A műholdat 5 éves életciklusra tervezték, de a rajta lévő hajtóanyag mennyiség elegendő 10 évre is. Naponta több, mint 700 képet tud készíteni, ami jóval meghaladja a Landsat 7-es napi 250 db felvételét. A felvételek 185 km × 180 km-es területről készülnek egyidejűleg, és 16 naponta van ismételt fedés ugyanarról a területről.
A küldetés tudományos céljai:
1. Közepes felbontású (30 m térbeli felbontású) multispektrális képek készítése, amelyek segítségével szezonális lefedettség biztosítható globális léptékben.
2. Biztosítani, hogy a Landsat program korábbi műholdjainak képeivel konzisztens legyen a geometriája, kalibrációja, lefedettsége, spektrális karakterisztikája és a termék minősége. Ezáltal lehetővé teszi a hosszútávú felszínborítás- és területhasználat térképezését.
3. Ingyenesen elérhetővé tenni a műholdképeket a nagyközönség és a felhasználók számára.[3]

Tömege 2623 kg, hasznos tömege 1512 kg. A kamerákat összefogó test egy keskeny henger, ami felett a működést biztosító berendezéseket, az üzemanyagtartályt, a TDKR antennát, a telemetrikus rendszereket – széles sávú modult (WBM), a helyzetstabilizáló egységet és a globális helymeghatározó rendszert (GPS) helyezték el. A stabilizálást, a pályakorrekciók végrehajtását gázfúvókák biztosítják.

## Szenzorok
A Landsat 8 műholdon az Operational Land Imager (OLI) és Thermal InfraRed Sensor (TIRS) névre hallgató, tudományos vizsgálatokra alkalmas szenzorokat helyezték el.

### Operational Land Imager
Az OLI szenzor a látható fény, a közeli infravörös és a közepes infravörös spektrális sávokban valamint a pánkromatikus sávban felvételez. A Landsat korábbi szenzoraihoz képest két új spektrális tartományban gyűjt információkat, az egyik célja kifejezetten a cirrus felhők detektálására, a másik pedig a tengerpart menti övezetek megfigyelése. Nagy fejlesztés a program korábbi tagjaihoz képest, hogy már 12 bites radiometrikus felbontásban gyűjti az adatokat (a korábbi 8 biteshez képest), amivel 4096 szürkeségi értéket képes megjeleníteni a korábbi 256-hoz képest.
Az alábbi kilenc spektrális sávban, beleértve a pánkromatikust felvételez:
| Spektrális sáv             | Hullámhossz      | Térbeli felbontás |
| -------------------------- | ---------------- | ----------------- |
| Sáv 1 - Coastal/Aerosol    | 0,435 – 0,451 µm | 30 m              |
| Sáv 2 - Kék                | 0,452 – 0,512 µm | 30 m              |
| Sáv 3 - Zöld               | 0,533 – 0,590 µm | 30 m              |
| Sáv 4 - Vörös              | 0,636 – 0,673 µm | 30 m              |
| Sáv 5 - Közeli infravörös  | 0,851 – 0,879 µm | 30 m              |
| Sáv 6 - Közepes infravörös | 1,566 – 1,651 µm | 30 m              |
| Sáv 7 - Közepes infravörös | 2,107 – 2,294 µm | 30 m              |
| Sáv 8 - Pánkromatikus      | 0,503 – 0,676 µm | 30 m              |
| Sáv 9 - Cirrus             | 1,363 – 1,384 µm | 30 m              |

### Thermal InfraRed Sensor
A TIRS a termális tartomány további két keskeny sávjában gyűjti az adatokat, amelyet korábban a Landsat 4-7 esetén egy szélesebb spektrális sáv biztosított. A két keskeny sáv előnye, hogy mindkettő atmoszférikus ablakba esik, ezzel lehetővé teszik a földfelszín hőmérsékletének pontosabb meghatározását.
| Spektrális sáv               | Hullámhossz      | Térbeli felbontás |
| ---------------------------- | ---------------- | ----------------- |
| Sáv 10 - Termális infravörös | 10,60 – 11,19 µm | 100 m             |
| Sáv 11 - Termális infravörös | 11,50 – 12,51 µm | 100 m             |

## Az űrfelvételek letöltése
A képek bárki számára ingyenesen elérhetők és letölthetők több különböző honlapról is, mint az USGS Earth Explorer, az USGS GloVis vagy a LandsatLook Viewer adatbázisaiból. Ezek az adatok különböző feldolgozottsági szinten állnak a felhasználók rendelkezésére:
1. Level-1 képek (globális lefedettség): radiometrikusan kalibrált, felszíni illesztőpontok (GCP) alkalmazásával ortorektifikált képek, amelyeken a domborzati elcsúszásokat domborzatmodell segítségével korrigálták. A pixelértékek intenzitásértékben (Digital Values) vannak megadva. A képek GeoTIFF fájlformátumban és UTM WGS84 vetületi rendszerben tölthetők le.[10]
2. Level-2 képek (globális lefedettség): a pixelértékeket felszíni reflektanciává konvertálják. Ami megadja, hogy a földfelszínre beérkezett elektromágnese sugárzás hány százaléka verődött vissza a műhold szenzorához. A Landsat 4-7 esetén a LEDAPS, a Landsat 8 esetén pedig LaSRC algoritmus korrigálja az atmoszférikus gázok, aeroszolok és vízgőz okozta visszaverődések és elnyelődések időbeli, térbeli és spektrális hatásait. Továbbá a Level-2 termékhez  tartoznak a TIRS sávokból Kelvinben számított felszíni hőmérsékleteket tartalmazó sávok.
3. US. Landsat Elemzésre Alkalmas Adatok (Analysis Ready Data, csak az USA-ra)